# 아이찌조선중제7초급학교
아이찌조선제7초급학교(일본어: 愛知朝鮮第七初級学校 아이치 조선 제7초급학교[*])는 일본 아이치현에 위치한 조선학교이다.

## 연혁
- 1946년 - 공립학교를 빌려 조선인연맹 세토학원 설립.
- 1947년 (쇼와 22년) - 세토 조선인 초등학교로 개칭.
- 1958년 (쇼와 33년) - 현교명으로 개칭
- 1964년 (쇼와 39년) - 유치반을 설치.

## 학과
- 초급부
- 유치반